# Pedrera de Sarral
La pedrera de Sarral és una pedrera en desús situada al sector sud-oriental de la Conca de l'Ebre, específicament, a la depressió del riu Francolí, al municipi del Sarral a la comarca de la Conca de Barberà.
A 1975 l'explotació es va aturar. S'hi extreia alabastre, un valuós mineral translúcid, i guix. A l'auge de la indústria, més de sis-cents artesans treballaven en el sector. L'explotació n'és documentada des de l'edat mitjana. El retaule de Damià Forment al Monestir de Santa Maria de Poblet és una de les obres d'art major en aquest material noble. Els pocs obradors que subsisteixen fan servir alabastre importat de Terol, però el consistori de Sarral voldria reobrir un pedrera, perquè l'alabastre sarralenc té una color particular que no es troba enlloc.

## Geologia
En aquest sector de la conca afloren materials d'edat eocena i oligocena, constituïts sobretot per conglomerats, gresos i lutites als sectors més propers al marge de la conca i per gresos, lutites i intercalacions de margues, calcàries i guixos a sectors més a l'interior. Aquests materials formen successions monoclinals que en superfície cabussen molt lleugerament, exceptuant els materials adossats al marge de la conca. Aquest marge, és constituït per la Serralada Prelitoral on afloren materials del sòcol paleozoic i de la cobertora mesozoica (triàsic bàsicament), aquesta darrera bé en disposició horitzontal (Serra de Prades) o bé en posició verticalitzada (Serra de Miramar) a conseqüència de l'actuació de diversos encavalcaments.
Es tracta d'un dels jaciments terciaris de macroflora fòssil més importants de la Conca de l'Ebre tant per la variabilitat d'espècies i la quantitat de restes com pel seu bon grau de conservació. Però no només s'hi troben restes de plantes, sinó també d'invertebrats com bivalves o gastròpodes i peixos. A més a més de les restes d'animals i plantes, la pedrera de Sarral ha permès estudiar com funcionava un petit llac durant l'eocè superior a partir d'un conjunt d'estructures sedimentàries.
L'edat de la pedrera de Sarral és Priabonià (eocè superior), concretament a partir de les dades magnetostratigràfiques obtingudes (Barberà, 1999) l'edat absoluta se situa al voltant dels 34,1 milions d'anys. Els processos representats són els corresponents a un sistema lacustre som, amb una sedimentació mixta detrítico-carbonatada sense solució de continuïtat. Els processos erosius quaternaris se centren únicament en la part superior de la pedrera.

## Accés
Es pot accedir des de la població de Sarral prenent la carretera local T-233 en direcció a Tàrrega. Al cap d'uns 500 m. aproximadament, es troba a mà dreta les instal·lacions de l'antiga pedrera (ciment del Cano) i el camí d'accés a aquesta. En uns 200 m. de recorregut suaument ascendent s'arriba a una esplanada des d'on es pot albirar el front de la pedrera. Es pot estudiar aquest front al llarg d'uns 200 metres aproximadament i es pot pujar per observar tots els materials per un corriol en el sector central del front.